# 북상초등학교 병곡분교
북상초등학교 병곡분교는 경상남도 거창군 북상면 병곡길 447-11에 있었던 초등학교이다.

## 연혁
- 1945.05.25.   병곡국민학교 설립인가
- 1945.05.30.   병곡국민학교 개교
- 1988.03.01.   북상국민학교 병곡분교장으로 격하
- 1996.03.01.   북상초등학교 병곡분교장
- 1998.03.01.   북상초등학교로 통폐합